# Jon Favreau (redactor)
Jon Favreau (Winchester, Massachusetts, 2 de junio de 1981) fue el redactor en jefe de los discursos para Obama en la campaña de 2008 por la presidencia de Estados Unidos.
Favreau se unió a la campaña de 2004 de John Kerry por la presidencia de Estados Unidos después de graduarse en el College of the Holy Cross en 2003. En 2005 comenzó a trabajar para Barack Obama para después pasar a convertirse en el redactor jefe de discursos en 2007.
Favreau no tiene relación con el actor y director Jon Favreau.